# Flakpanzer Mareșal

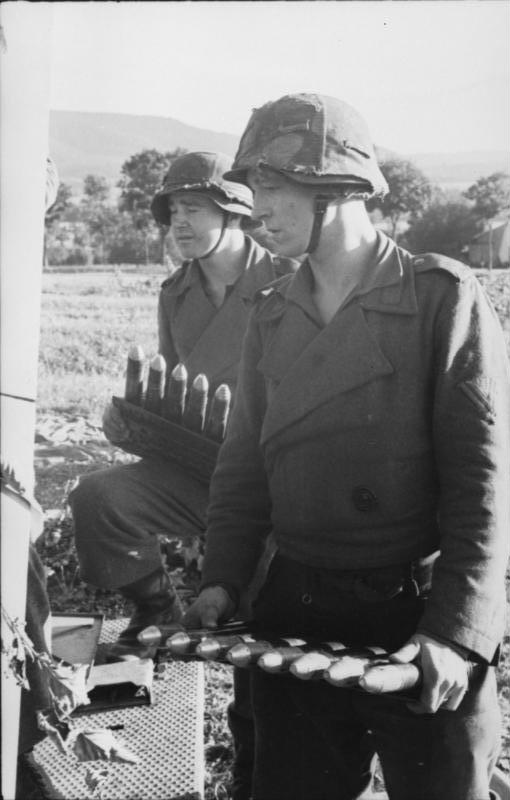
Muniţie pentru tunul propus

Flakpanzer Mareșal a fost o propunere germană de modificare a vânătorului de care Mareșal românesc într-un vehicul anti-aerian. Versiunea germană urma să fie armată cu două tunuri anti-aeriene de 37 mm. Această propunere nu a trecut niciodată peste stadiul de schiță.